# Бродвотер (Небраска)
Бродвотер (англ. Broadwater) — селище (англ. village) в США, в окрузі Моррілл штату Небраска. Населення — 95 осіб (2020).

## Географія
Бродвотер розташований за координатами 41°35′53″ пн. ш. 102°51′9″ зх. д. / 41.59806° пн. ш. 102.85250° зх. д. (41.597944, -102.852399).  За даними Бюро перепису населення США в 2010 році селище мало площу 0,41 км², уся площа — суходіл.

## Демографія
Згідно з переписом 2010 року, у селищі мешкало 128 осіб у 60 домогосподарствах у складі 35 родин. Густота населення становила 311 особа/км².  Було 83 помешкання (201/км²).
Расовий склад населення:
| - 96,1 % — білих - 3,1 % — осіб інших рас |

До двох чи більше рас належало 0,8 %. Частка іспаномовних становила 10,2 % від усіх жителів.
За віковим діапазоном населення розподілялося таким чином: 15,6 % — особи молодші 18 років, 57,1 % — особи у віці 18—64 років, 27,3 % — особи у віці 65 років та старші. Медіана віку мешканця становила 50,5 року. На 100 осіб жіночої статі у селищі припадало 96,9 чоловіків;  на 100 жінок у віці від 18 років та старших — 100,0 чоловіків також старших 18 років.
Середній дохід на одне домашнє господарство  становив 78 358 доларів США (медіана — 33 750), а середній дохід на одну сім'ю — 104 141 долар (медіана — 33 438). За межею бідності перебувало 30,1 % осіб, у тому числі 58,1 % дітей у віці до 18 років та 0,0 % осіб у віці 65 років та старших.
Цивільне працевлаштоване населення становило 80 осіб. Основні галузі зайнятості: освіта, охорона здоров'я та соціальна допомога — 18,8 %, роздрібна торгівля — 16,3 %, транспорт — 10,0 %, будівництво — 10,0 %.